# ألكسيس سوسا
ألكسيس سوسا (بالإسبانية: Alexis Sosa)‏ (22 يوليو 1999 ببيورزاكو في الأرجنتين - ) هو لاعب كرة قدم أرجنتيني في مركز الدفاع. لعب مع بانفيلد.

## روابط خارجية
- ألكسيس سوسا على موقع قاعدة بيانات كرة القدم.إي يو (الإنجليزية)
- ألكسيس سوسا على موقع Soccerway.com (الإنجليزية)
- ألكسيس سوسا على موقع عالم كرة القدم.نت (الإنجليزية)